# Токбулды
Токбулды (каз. Тоқболды) — озеро в Карабалыкском районе Костанайской области Казахстана. Находится в 3 км к северу от ж. д. ст. Босколь.
По данным топографической съёмки 1943 года, площадь поверхности озера составляет 1,65 км². Наибольшая длина озера — 1,6 км, наибольшая ширина — 1,3 км. Длина береговой линии составляет 5 км, развитие береговой линии — 1,09. Озеро расположено на высоте 238,6 м над уровнем моря.